# Resistiré, ¿vale?
Resistiré, ¿vale?, fue un programa de televisión estrenado el 13 de mayo de 2010 en Telecinco y presentado por Tania Llasera tras la gala de Supervivientes. El programa, producido por La Fábrica de la Tele, nació como un espacio de late-night semanal para comentar la última hora de todo lo que sucede en la isla. Tras la buena acogida que obtuvo el ¡Mira quién mira! de Tania Llasera, la cadena dio la oportunidad a la misma para presentar Resistiré en la noche de los jueves. El 17 de noviembre de 2011, se despidió de la audiencia tras la gala de Acorralados.

## Historia
Con la buena acogida de ¡Mira quién mira! y el comienzo de la undécima edición de Supervivientes, el 13 de mayo de 2010, se estrenó Resistiré, ¿vale?, un late show presentado por Tania Llasera para debatir sobre lo que sucedía en el reality. Gracias a su éxito continuó en pantalla con sus debates sobre temas de actualidad y sobre algunos realities de Telecinco como Supervivientes, Acorralados y Las joyas de la corona.
El 8 de septiembre de 2010 comenzó a emitirse en horario late night los miércoles y los jueves pero, tras el comenzamiento de la duodécima edición de Gran Hermano, pasó a emitirse los miércoles en su horario habitual.
Aún con su éxito, los nuevos contenidos de Telecinco y el estreno de Gran Hermano 12 dejaron sin hueco en pantalla a Resistiré, ¿vale?, por lo que fue retirado. Otro motivo fue que, tras la fusión de Gestevisión Telecinco y Sogecuatro y el paso de Tania Llasera a la conducción de Fama ¡a bailar!, el programa dejó de emitirse sin ni siquiera llegar a despedirse. Su último programa fue emitido el 1 de diciembre de 2010.
El 9 de mayo de 2011, el programa Sálvame, perteneciente a la misma productora, emitió una promoción que confirmaba la vuelta de Resistiré, ¿vale?. Finalmente fue así y el jueves 12 de mayo, tras la segunda gala de Supervivientes 2011, comenzó el programa, volviendo como presentadora Tania Llasera. En esta etapa hace máximos de audiencias en torno al 27% - 32% de cuota de audiencia.
El 7 de julio de 2011, Resistiré, ¿vale? alcanzó su máximo histórico en lo que en audiencia se refiere con la polémica de Aída Nízar y Jorge Javier Vázquez desde el plató. Con 1.616.000 espectadores y casi un 40% (39,9%) de cuota de audiencia, el formato de La Fábrica de la Tele se convirtió en lo más visto desde su etapa en Telecinco.
Contra todo pronóstico, y en un intento por rebajar los niveles de malos modos que la mayoría de la programación de la cadena ostentaba, el formato de La Fábrica de la Tele fue cancelado, siendo su última emisión el 17 de noviembre de 2011. Se debe a la polémica situación que vivió Telecinco en noviembre de 2011 con la entrevista a la madre de "El Cuco" en La Noria, por la que la cadena decidió eliminar sus programas más conflictivos para lavar su imagen en referencia a las constantes críticas recibidas en diferentes medios. Otra causa es la emisión de una sesión pornográfica de Sonia Baby introduciéndose una bombilla en la vagina, que fue reemitida en horario protegido en La Siete.

## Mecánica
Resistiré, ¿vale? es un programa donde se comentan los reality shows de Telecinco. Varios colaboradores acuden al programa y comentan su experiencia con los concursantes invitados. En varias ocasiones, llegan a acudir "supuestas" exparejas para desenmascarar la actitud del concursante.

## Equipo

### Prensentador
| Presentador   | Profesión    | Duración    | Ediciones |
| ------------- | ------------ | ----------- | --------- |
| Tania Llasera | Presentadora | 2010 - 2011 | 1, 2      |

### Colaboradores
Colaborador fijo
     Colaborador ocasional
| Colaborador             | Temporada | Temporada |
| Colaborador             | 1         | 2         |
| ----------------------- | --------- | --------- |
| Tamara Gorro            |           |           |
| Rosa Benito             |           |           |
| Kiko Hernández          |           |           |
| Kiko Matamoros          |           |           |
| Rafa Mora               |           |           |
| Raquel Bollo            |           |           |
| Yola Berrocal           |           |           |
| Quique Jiménez "Torito" |           |           |
| Amor Romeira            |           |           |
| Terelu Campos           |           |           |
| Carmen Martínez-Bordiú  |           |           |
| Irma Soriano            |           |           |
| Sofía Cristo            |           |           |
| Tatiana Delgado         |           |           |
| Marta López             |           |           |
| Ivan Nízar              |           |           |

## Versiones
- Resistiré, ¿vale?: presentado por Tania Llasera. Se emitía los jueves desde la 01:30 hasta las 02:30 horas.
- Resistiré, ¿vale? Extra: presentado por Tania Llasera. Se emitía en redifusión los domingos a las 18:30 horas en La Siete.

## Episodios y audiencias

### Temporada 1: 2010
| Fecha      | Características del programa | Espectadores | Cuota |
| ---------- | ---------------------------- | ------------ | ----- |
| 13/05/2010 | Programa 1                   | 984 000      | 28,0% |
| 20/05/2010 | Programa 2                   | 800 000      | 22,0% |
| 27/05/2010 | Programa 3                   | 815 000      | 22,7% |
| 03/06/2010 | Programa 4                   | 947 000      | 25,3% |
| 10/06/2010 | Programa 5                   | 843 000      | 22,2% |
| 17/06/2010 | Programa 6                   | 885 000      | 23,1% |
| 24/06/2010 | Programa 7                   | 847 000      | 22,7% |
| 01/07/2010 | Programa 8                   | 846 000      | 22,2% |
| 08/07/2010 | Programa 9                   | 748 000      | 18,7% |
| 15/07/2010 | Programa 10                  | 887 000      | 22,8% |
| 22/07/2010 | Programa 11                  | 822 000      | 22,8% |
| 29/07/2010 | Programa 12                  | 590 000      | 16,8% |
| 05/08/2010 | Programa 13                  | 495 000      | 15,4% |
| 12/08/2010 | Programa 14                  | 635 000      | 17,4% |
| 19/08/2010 | Programa 15                  | 768 000      | 19,2% |
| 26/08/2010 | Programa 16                  | 857 000      | 23,2% |
| 02/09/2010 | Programa 17                  | 683 000      | 18,4% |
| 09/09/2010 | Programa 18                  | 560 000      | 14,8% |
| 16/09/2010 | Programa 19                  | 724 000      | 24,0% |
| 29/09/2010 | Programa 20                  | 793 000      | 14,6% |
| 30/09/2010 | Programa 21                  | 380 000      | 9,6%  |
| 06/10/2010 | Programa 22                  | 1 123 000    | 19,4% |

### Temporada 2: 2011
| Fecha      | Características del Programa | Espectadores | Cuota |
| ---------- | ---------------------------- | ------------ | ----- |
| 12/05/2011 | Programa 1                   | 1 260 000    | 32,8% |
| 19/05/2011 | Programa 2                   | 983 000      | 27,9% |
| 26/05/2011 | Programa 3                   | 1 107 000    | 30,4% |
| 02/06/2011 | Programa 4                   | 1 027 000    | 26,8% |
| 09/06/2011 | Programa 5                   | 1 176 000    | 30,0% |
| 16/06/2011 | Programa 6                   | 1 186 000    | 30,3% |
| 23/06/2011 | Programa 7                   | 1 244 000    | 28,8% |
| 30/06/2011 | Programa 8                   | 1 229 000    | 31,4% |
| 07/07/2011 | Programa 9                   | 1 616 000    | 39,9% |
| 14/07/2011 | Programa 10                  | 1 117 000    | 29,9% |
| 21/07/2011 | Programa 11                  | 1 258 000    | 31,8% |
| 04/08/2011 | Programa 12                  | 1 046 000    | 26,5% |
| 11/08/2011 | Programa 13                  | 781 000      | 21,9% |
| 18/08/2011 | Programa 14                  | 865 000      | 13,7% |
| 25/08/2011 | Programa 15                  | 877 000      | 12,9% |
| 22/09/2011 | Programa 16                  | 831 000      | 24,9% |
| 29/09/2011 | Programa 17                  | 802 000      | 23,9% |
| 06/10/2011 | Programa 18                  | 1 050 000    | 29,2% |
| 13/10/2011 | Programa 19                  | 889 000      | 26,5% |
| 20/10/2011 | Programa 20                  | 975 000      | 28,2% |
| 27/10/2011 | Programa 21                  | 1 214 000    | 33,8% |
| 03/11/2011 | Programa 22                  | 1 048 000    | 29,4% |
| 10/11/2011 | Programa 23                  | 1 233 000    | 33,9% |
| 17/11/2011 | Programa 24                  | 1 004 000    | 28,9% |

## Audiencia media
| Edición                        | Fecha | Cadena    | Espectadores | Cuota de pantalla |
| ------------------------------ | ----- | --------- | ------------ | ----------------- |
| Resistiré ¿vale? (Temporada 1) | 2010  | Telecinco | 774 000      | 20,2%             |
| Resistiré ¿vale? (Temporada 2) | 2011  | Telecinco | 1 076 000    | 28,1%             |